# ویلا دالمه
ویلا دالمه (به ایتالیایی: Villa d'Almè) یک کومونه در ایتالیا است که در استان برگامو واقع شده‌است. ویلا دالمه ۶٫۴ کیلومتر مربع مساحت و ۶٬۸۴۴ نفر جمعیت دارد و ۳۰۰ متر بالاتر از سطح دریا واقع شده‌است.